# گریسی گلد
گریسی گلد (انگلیسی: Gracie Gold؛ زادهٔ ۱۷ اوت ۱۹۹۵) اسکیت‌باز نمایشی اهل ایالات متحده آمریکا است.